# Aktion Blumenpflücken
Die Aktion Blumenpflücken, auch Blumenpflückenmorde genannt, war eine Mordserie im Sommer 1944 während der deutschen Besetzung Norwegens im Zweiten Weltkrieg im Raum Oslo. Sie wurde durch ein verdeckt operierendes Sonderkommando der Sicherheitspolizei unter Leitung von SS-Hauptsturmführer Ernst Weiner und der Mitwirkung von Heinrich Fehlis, Befehlshaber der Sicherheitspolizei und des SD (BdS) Norwegen und Kommandeur der Sicherheitspolizei und des SD (KdS) in Oslo, als Gegenterror zur Bekämpfung des Norwegischen Widerstandes durchgeführt. Die Opfer, die im Verdacht standen, die Widerstandsbewegung zu unterstützen, wurden von der Gestapo in Oslo hinterrücks erschossen.

## Juristische Aufarbeitung
Heinrich Fehlis und Albert Weiner entzogen sich der Verantwortung durch Suizid. Am 30. Juni 1967 wurde Hellmuth Reinhard wegen Beihilfe zum Mord in vier Fällen (Aktion Blumenpflücken) vom Schwurgericht in Baden-Baden verurteilt. Vom Bundesgerichtshof wurde das Urteil im August 1969 aufgehoben. In der Neuverhandlung vor dem Schwurgericht Karlsruhe wurde Reinhard vom Vorwurf des gemeinschaftlich begangenen Mordes freigesprochen.